# Dumbrăvița (okręg Suczawa)
Dumbrăvița – wieś w Rumunii, w okręgu Suczawa, w gminie Vadu Moldovei. W 2011 roku liczyła 815 mieszkańców. 